# 英國交通
英國交通網由公路、航空、鐵路和水運構成。英國公路總長度達29,145英里（46,904公里），其中2,173英里（3,497公里）是高速公路， 213,750英里（344,000公里）是普通公路。英國國家鐵路網在大不列顛的總長度達10,072英里（16,116公里），在北愛爾蘭長度達189英里（303公里）。倫敦、曼徹斯特、伯明翰、愛丁堡、格拉斯哥、卡迪夫、貝爾法斯特、里茲和利物浦等城市擁有發達的都市鐵路網。 英國還擁有眾多區域性和國際機場，倫敦的希思羅機場是世界最繁忙的機場之一。英國亦擁有發達的港口網。

## 外部連結
- Automotive Innovation and Growth Team (NAIGT) (Department for Business, Enterprise and Regulatory Reform)
- Low Carbon Vehicles Innovation Platform
- Route planner from Directgov
- Coach routes in the United Kingdom and journey planner （页面存档备份，存于）